# Cộng hòa Rotuma
Cộng hòa Rotuma là một quốc gia không được công nhận được thành lập và tháng 9 năm 1987 sau khi xảy ra cuộc đảo chính thứ 2 ở Fiji. Một người đàn ông có một phần là Rotuman tên là Henry Gibson đã tuyên bố với các tờ báo ở New Zealand rằng ông đã tuyên bố độc lập của Rotuma khỏi Fiji. Gibson tự xưng là Vua của Rotuma và được nhiều người yêu mến trên đảo. Cộng hòa không còn tồn tại vào năm 1988.Bản mẫu:Why?